# محمد عبد الله القواسمة
محمد عبد الله إسماعيل القواسمة ويشتهر محمد عبد الله القواسمة (مواليد 1 ديسمبر 1948 في الخليل، فلسطين) هو كاتب وأكاديمي أردني. عمل مدرسًا للغة العربية بكلية الهندسة التكنولوجية التابعة جامعة البلقاء التطبيقية، وكاتب غير متفرغ في صحيفتي «الرأي» و«الدستور» الأردنيتين. وهو عضو رابطة الكتاب الأردنيين، وعضو اتحاد الكتاب العرب، وعضو جمعية المكتبات الأردنية، وعضو مؤسس في جمعية النقاد الأردنيين، وعضو تحكيم للدراسات والأبحاث والإبداعات لدى وزارة الثقافة الأردنية.

## دراسته
حصل على دبلوم دراسات عليا في المكتبات والمعلومات من الجامعة الأردنية عام 1988، وعلى درجة الماجستير في النقد الأدبي، وعلى درجة الدكتوراه في اللغة العربية وآدابها من جامعة القديس يوسف بلبنان عام 2002.

## مسيرته
حاضر في علم المكتبات والمعلومات في دورات تأهيلية عامة عقدتها جمعية المكتبات الأردنية. وقد عمل سكرتير تحرير لمجلة «رسالة المكتبة» المحكمة التي تصدرها جمعية المكتبات الأردنية.

## مؤلفاته
- «الكنزة الخضراء» (رواية)، 1971
- «عبد الله بن الزبير في بيروت» (شعر)، 1986[4]
- «أصوات في المخيم: النشور» (رواية)، 1991[5][6]
- «التوقيع» (قصص قصيرة)، 1992[7][8]
- «الحشر» (رواية)، 1993
- «شارع الثلاثين» (رواية)، 1994[9]
- «كراسات السينما والفن: دراسة وتكشيف»، 1995[10]
- «دليل المكتبيّين في الأردن»، 1996[11]
- «البنية الروائية في رواية الأخدود (مدن الملح) لعبد الرحمن منيف» (دراسة)، 1998[12]
- «معالم في اللغة العربية»، 1999[13][14]
- «الغياب» (رواية)، 1999[15][16]
- «الخطاب الروائيّ في الأردن» (نقد)، 2000[17]
- «مقدمة في الكتابة العربية»، 2002[18]
- «آفاق نقدية» (دراسات في الرواية والقصة القصيرة والشعر وأدب الأطفال)، 2002[19]
- «خطوات» (قصص)، 2003[20][21]
- «جماليات القصة القصيرة (قراءات نقدية)»، 2005[22]
- «تجليات التجربة (أبحاث وقراءات في الأدب والنقد)»، 2005[23]
- «البنية الزمنية في روايات غالب هلسا من النظرية إلى التطبيق»، 2006[24]
- «الكشاف التراكمي لمجلة تايكي»، 2006[25]
- «في البيت المهجور» (قصص للأطفال)، 2006
- «أبحاث في مدونات روائية» (نقد روائي)، 2007[26]
- «عبد الله رضوان: الذات والآخر» (تقديم وإعداد ومشاركة)، 2008[27]
- "وقع الرؤية (أبحاث ودراسات وقراءات ومقالات متنوعة)، 2009[28]
- "التجربة الشعرية (قراءات نقدية)، 2011[29]
- «سوق الإرهاب» (رواية)، 2011[30]
- «المحاصر» (رواية)، 2013
- «وجع الفراشة» (رواية)، 2016
- «لعنة الفلسطيني» (رواية)، 2016[31][32]
- النموذج الشعري (دراسة نقدية) 2017
- «ربيع الليل» (مسرحيات)، 2019[2]
- «الشمس والظلال خطابات بلا سقوف» (نقد)، 2020[33][34]
- «حبيباتي الثلاث..إلى ورقلة» (رواية)، 2021[35]
- «ليلة في تل الصافي: خمس مسرحيات من فصل واحد»، 2021[36][37]